# オープンアクセスウィーク

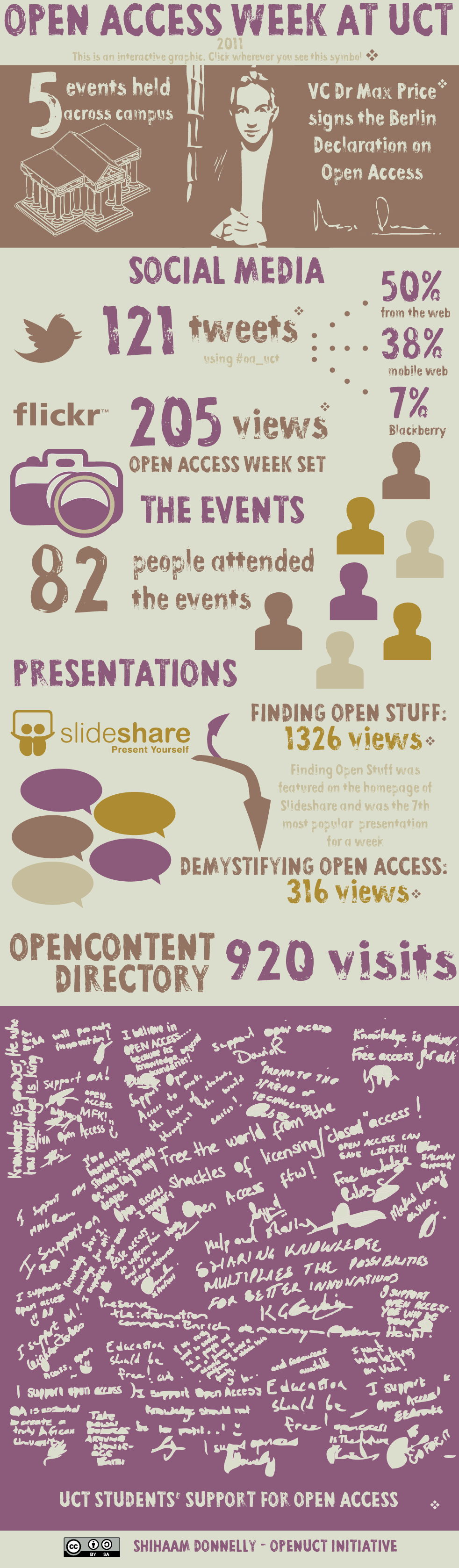
ケープタウン大学によるオープンアクセスウィークにおける活動の概要（2011年）

オープンアクセスウィーク（英語: Open Access Week）とはオープンアクセスや関連する話題を扱った年1回開催の学術情報流通イベントで10月最後の完全な週に世界中の多数の場所でオンライン・オフラインの両方で開催されている。主な活動にトークショー、セミナー、シンポジウム、オープンアクセス義務や他のオープンアクセスに関するマイルストーンの発表がある。例として王立協会はオープンアクセスウィーク2011にて1665年から1941年までの自身のアーカイブでのデジタル化バックファイルのリリースを発表した。

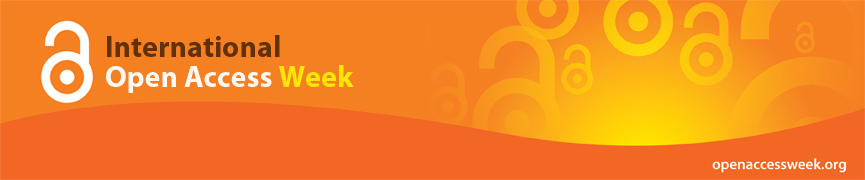
オープンアクセスウィークのウェブバナー

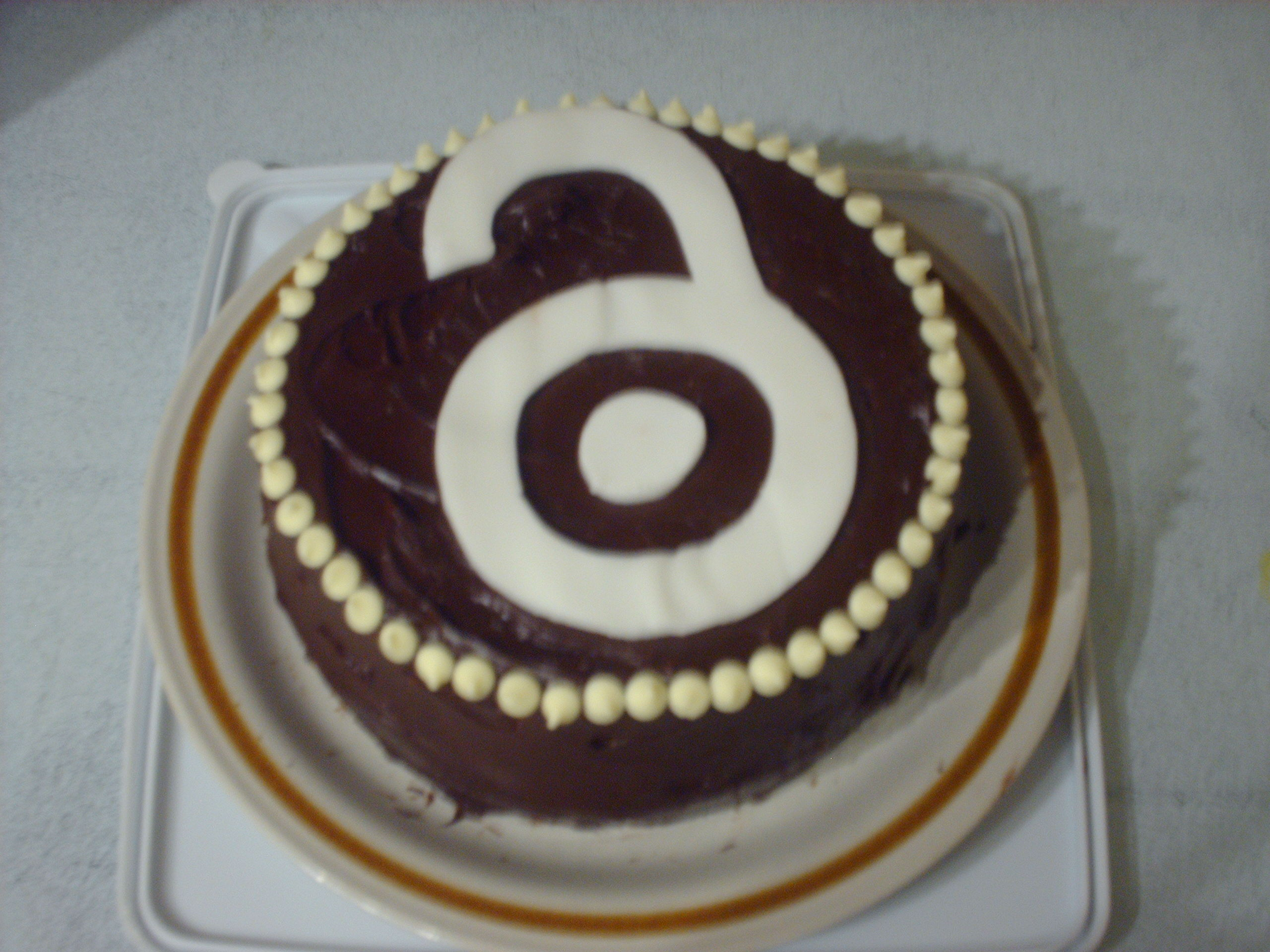
リンカーン大学がオープンアクセスウィーク2010を祝して作ったオープンアクセスのロゴをあしらったケーキ

## 歴史

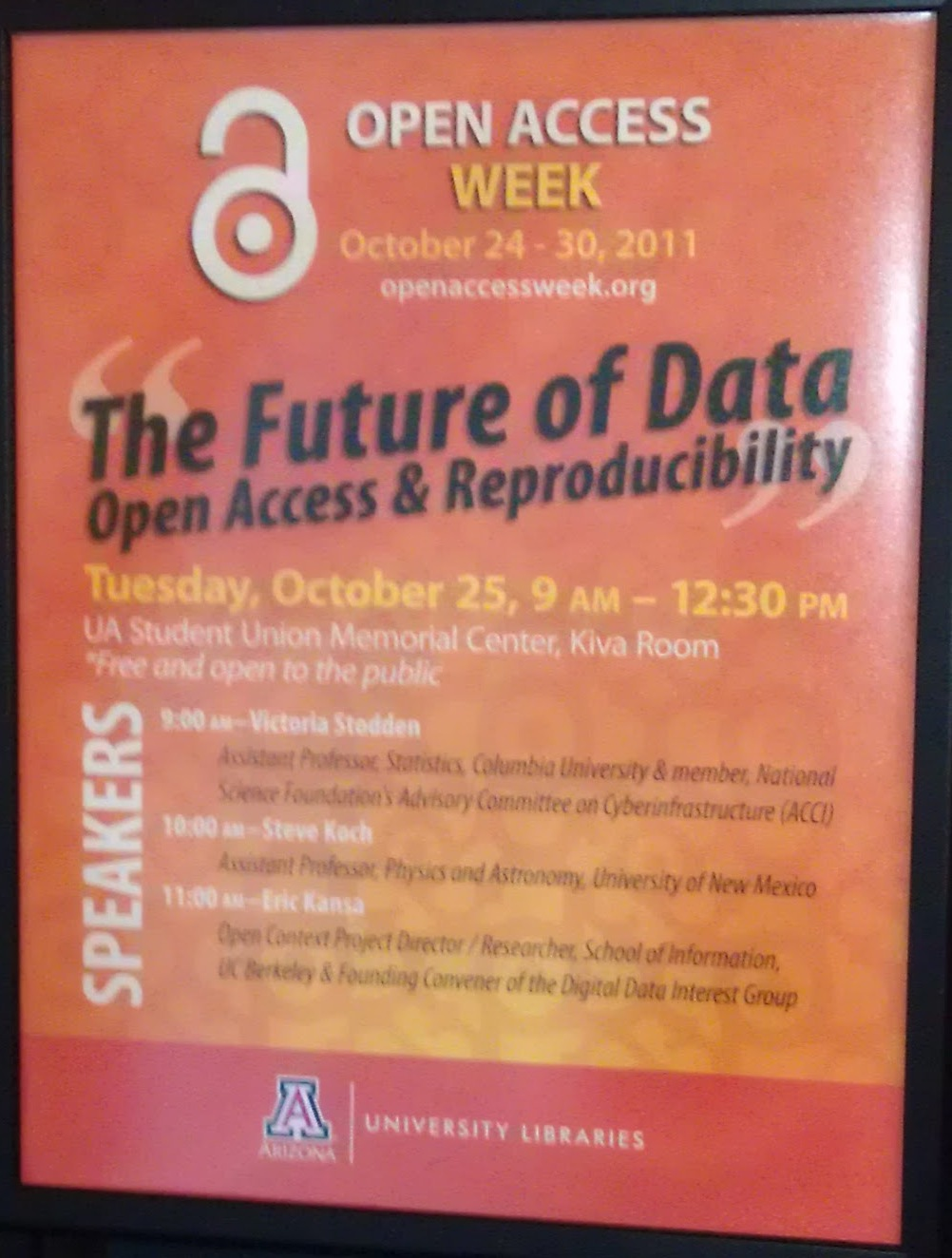
アリゾナ大学で2011年10月25日に開催されたイベントの一例

オープンアクセスウィークのルーツは2007年2月15日にアメリカ合衆国で開催されたStudents for Free Cultureとタックスペイヤーズアライアンス主催による「National Day of Action for Open Access」である。
2008年10月14日に世界規模のイベントとしてオープンアクセスデーに移行した。2009年よりイベントの期間が一週間に延長され10月19日から23日まで開催された。2010年は同月18日から24日まで開催。2011年から同月最終の完全な週に設定された。2012年は研究図書館協会(ARL)のSPARC (The Scholarly Publishing & Academic Resources Coalition)と他の科学協会による主催で10月22日から28日まで世界中で行われた。

## イベント
オープンアクセスウィークで行われるイベントは国や大陸別のオープンアクセスディレクトリのオープンアクセス節で記録される。